# Tirfi Tsegaye
Tirfi Tsegaye Beyene (née le 25 novembre 1984) est une athlète éthiopienne, spécialiste des courses de fond.

## Biographie
Lors des championnats du monde de semi-marathon 2009, à Birmingham, au Royaume-Uni, Tirfi Tsegaye se classe sixième de l'épreuve individuelle et deuxième de l'épreuve par équipes aux côtés de ses compatriotes Aberu Kebede et Mestawet Tufa.
En 2012, elle dispute et remporte le Marathon de Paris en établissant un nouveau record de l'épreuve en 2 h 21 min 39 s. En septembre 2012, elle se classe deuxième du Marathon de Berlin, derrière sa compatriote Aberu Kebede, et porte son record personnel à 2 h 21 min 19 s.
Vainqueur du marathon de Dubaï en janvier 2013 (2 h 23 min 23 s), elle remporte en 2014 le Marathon de Tokyo dans le temps de 2 h 22 min 23 s, nouveau record de l'épreuve.

### Palmarès
| Date | Compétition        | Lieu           | Résultat | Épreuve  | Performance     |
| ---- | ------------------ | -------------- | -------- | -------- | --------------- |
| 2012 | Marathon de Berlin | Berlin         | 2e       | Marathon | 2 h 21 min 19 s |
| 2014 | Marathon de Tokyo  | Tokyo          | 1re      | Marathon | 2 h 22 min 23 s |
| 2014 | Marathon de Berlin | Berlin         | 1re      | Marathon | 2 h 20 min 18 s |
| 2016 | Marathon de Boston | Boston         | 2e       | Marathon | 2 h 30 min 03 s |
| 2016 | Marathon de Dubaï  | Dubaï          | 1re      | Marathon | 2 h 19 min 41 s |
| 2016 | Jeux olympiques    | Rio de Janeiro | 4e       | Marathon | 2 h 24 min 47 s |

### Records
| Épreuve       | Performance     | Lieu   | Date              |
| ------------- | --------------- | ------ | ----------------- |
| Semi-marathon | 1 h 7 min 42 s  | Ostie  | 26 février 2012   |
| Marathon      | 2 h 20 min 18 s | Berlin | 28 septembre 2014 |